# Hejnał Starogardu Gdańskiego
Znany jako Królewskie Miasto Starogard Gdański ma swój hejnał już od 1993 r. Jest on odtwarzany z pokazanego na zdjęciu ratusza w centrum kwadratowego rynku.
Hejnał można usłyszeć codziennie w południe. Po półminutowej przerwie hejnał brzmi ponownie, ale ciszej, gdyż dobiega on z innego budynku - Urzędu Miasta przy ul. Gdańskiej 6.

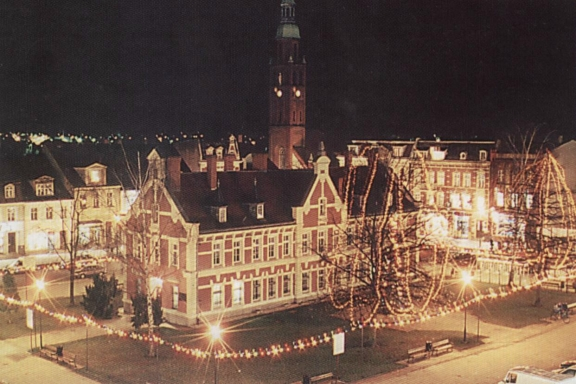
Ratusz starogardzki, w tle kościół św. Katarzyny oraz zabudowa Rynku. Widok nocą

Kompozytorem hejnału jest Zygmunt Karbowski. Hejnał ów został przyjęty uchwałą Rady Miasta w 1993 roku.  Odtwarzany jest z ratusza, w którym zainstalowane jest odpowiednie urządzenie elektroniczne. Wybija ono dwunastoma taktami godzinę południową, a następnie wygrywa melodię starogardzkiego hejnału.